# راویلوو
راویلوو (به لاتین: Ravilovo) یک منطقهٔ مسکونی در روسیه است که در باشقیرستان واقع شده‌است.